# Wyspy Kanady
Kanada posiada ponad 50 tysięcy wysp. Zajmują one obszar ponad 1,6 mln km² co stanowi 16 procent powierzchni kraju.
Poniższa tabela przedstawia największe wyspy Kanady według powierzchni:

## Największe wyspy Kanady według powierzchni
| Lp. | Wyspa                    | Prowincja/Terytorium                  | Ludność (2001) | Powierzchnia (km²) | Maks. wysokość (m n.p.m.) |
| --- | ------------------------ | ------------------------------------- | -------------- | ------------------ | ------------------------- |
| 1   | Ziemia Baffina           | Nunavut                               | 9563           | 507 451            | 2147                      |
| 2   | Wyspa Wiktorii           | Nunavut, Terytoria Północno-Zachodnie | 1707           | 217 291            | 655                       |
| 3   | Wyspa Ellesmere’a        | Nunavut                               | 167            | 196 236            | 2616                      |
| 4   | Nowa Fundlandia          | Nowa Fundlandia i Labrador            | 485 066        | 108 860            | 814                       |
| 5   | Wyspa Banksa             | Terytoria Północno-Zachodnie          | 114            | 70 028             | 747                       |
| 6   | Wyspa Devon              | Nunavut                               | 0              | 55 247             | 1908                      |
| 7   | Wyspa Axela Heiberga     | Nunavut, Terytoria Północno-Zachodnie | 0              | 43 178             | 2210                      |
| 8   | Wyspa Melville’a         | Nunavut, Terytoria Północno-Zachodnie | 0              | 42 149             | 776                       |
| 9   | Wyspa Southampton        | Nunavut                               | 721            | 41 214             | 625                       |
| 10  | Wyspa Księcia Walii      | Nunavut                               | 0              | 33 339             | 320                       |
| 11  | Wyspa Vancouver          | Kolumbia Brytyjska                    | 638 213        | 31 285             | 2200                      |
| 12  | Wyspa Somerset           | Nunavut                               | 0              | 24 786             | 762                       |
| 13  | Wyspa Bathursta          | Nunavut                               | 0              | 16 042             | 457                       |
| 14  | Wyspa Księcia Patryka    | Terytoria Północno-Zachodnie          | 0              | 15 848             | 247                       |
| 15  | Wyspa Króla Williama     | Nunavut                               | 960            | 13 111             | 28                        |
| 16  | Wyspa Ellefa Ringnesa    | Nunavut                               | 0              | 11 295             | 265                       |
| 17  | Wyspa Bylota             | Nunavut                               | 0              | 11 067             | 1951                      |
| 18  | Cape Breton              | Nowa Szkocja                          | 140 893        | 10 311             | 532                       |
| 19  | Wyspa Księcia Karola     | Nunavut                               | 0              | 9521               | 30                        |
| 20  | Anticosti                | Quebec                                | 266            | 7941               | 320                       |
| 21  | Wyspa Cornwallisa        | Nunavut                               | 215            | 6995               | 290                       |
| 22  | Wyspa Grahama            | Kolumbia Brytyjska                    | 4475           | 6361               | 1143                      |
| 23  | Wyspa Księcia Edwarda    | Wyspa Księcia Edwarda                 | 135 294        | 5620               | 142                       |
| 24  | Wyspa Coatsa             | Nunavut                               | 0              | 5498               | 221                       |
| 25  | Wyspa Amunda Ringnesa    | Nunavut                               | 0              | 5255               | 213                       |
| 26  | Wyspa Mackenziego Kinga  | Terytoria Północno-Zachodnie, Nunavut | 0              | 5048               | 457                       |
| 27  | Wyspa Stefanssona        | Nunavut                               | 0              | 4463               | 290                       |
| 28  | Wyspa Mansela            | Nunavut                               | 0              | 3180               | 130                       |
| 29  | Akimiski                 | Nunavut                               | 0              | 3001               | 46                        |
| 30  | Borden                   | Terytoria Północno-Zachodnie, Nunavut | 0              | 2794               | 152                       |
| 31  | Manitoulin1              | Ontario                               | 11 933         | 2766               | 358                       |
| 32  | Moresby                  | Kolumbia Brytyjska                    | 460            | 2608               | 1123                      |
| 33  | Cornwall Island          | Nunavut                               | 0              | 2358               | 366                       |
| 34  | Princess Royal Island    | Kolumbia Brytyjska                    | 0              | 2251               | 1676                      |
| 35  | Richards Island          | Terytoria Północno-Zachodnie          |                | 2165               |                           |
| 36  | René-Levasseur2          | Quebec                                | 0              | 2020               | 952                       |
| 37  | Air Force Island         | Nunavut                               | 0              | 1720               | 91                        |
| 38  | Flaherty Island          | Nunavut                               |                | 1585               |                           |
| 39  | Eglinton Island          | Terytoria Północno-Zachodnie          |                | 1541               | 213                       |
| 40  | Wyspa Grahama            | Nunavut                               |                | 1378               | 579                       |
| 41  | Pitt Island              | Kolumbia Brytyjska                    |                | 1375               |                           |
| 42  | Nottingham Island        | Nunavut                               |                | 1372               | 412                       |
| 43  | Lougheed Island          | Nunavut                               |                | 1308               | 122                       |
| 44  | Wyspa Byama Martina      | Nunavut                               |                | 1150               | 152                       |
| 45  | Wales Island             | Nunavut                               |                | 1137               | 165                       |
| 46  | Île Vanier               | Nunavut                               |                | 1126               | 213                       |
| 47  | Rowley Island            | Nunavut                               |                | 1090               | 137                       |
| 48  | Cameron Island           | Nunavut                               |                | 1059               | 244                       |
| 49  | Resolution Island        | Nunavut                               |                | 1015               | 488                       |
| 50  | Vansittart               | Nunavut                               |                | 997                | 255                       |
| 51  | Wyspa Banksa             | Kolumbia Brytyjska                    |                | 990                | 655                       |
| 52  | Meighen Island           | Nunavut                               |                | 955                | 274                       |
| 53  | Russell Island           | Nunavut                               | 0              | 940                | 240                       |
| 54  | Wyspa Jensa Munka        | Nunavut                               | 0              | 920                | 151                       |
| 55  | Akpatok                  | Nunavut                               | 0              | 903                | 281                       |
| 56  | King Island              | Kolumbia Brytyjska                    | 0              | 808                | 1679                      |
| 57  | Salisbury Island         | Nunavut                               | 0              | 804                | 503                       |
| 58  | Big Island               | Nunavut                               | 0              | 803                | 365                       |
| 59  | White Island             | Nunavut                               | 0              | 789                | 1100                      |
| 60  | Brock Island             | Terytoria Północno-Zachodnie          | 0              | 764                | 67                        |
| 61  | Bray Island              | Nunavut                               | 0              | 689                | 20                        |
| 62  | King Christian Island    | Nunavut                               | 0              | 645                | 165                       |
| 63  | Foley Island             | Nunavut                               | 0              | 637                | 61                        |
| 64  | North Kent Island        | Nunavut                               | 0              | 590                | 629                       |
| 65  | Emerald Isle             | Terytoria Północno-Zachodnie          | 0              | 549                | 150                       |
| 66  | Porcher Island           | Kolumbia Brytyjska                    | 37             | 521                | 892                       |
| 67  | Nootka Island            | Kolumbia Brytyjska                    | 0              | 510                |                           |
| 68  | Alexander Island         | Nunavut                               | 0              | 484                | 196                       |
| 70  | Matty Island             | Nunavut                               | 0              | 477                | 60                        |
| 71  | Île de Montréal          | Quebec                                | 1 813 428      | 472                |                           |
| 72  | Koch Island              | Nunavut                               | 0              | 458                | 40                        |
| 73  | South Aulatsivik Island  | Nowa Fundlandia i Labrador            | 0              | 456                | 917                       |
| 74  | Massey Island            | Nunavut                               | 0              | 432                | 210                       |
| 75  | Porcher Island           | Kolumbia Brytyjska                    | 0              | 420                | 370                       |
| 76  | Joenny Lind Island       | Nunavut                               | 0              | 420                | 80                        |
| 77  | Loks Land                | Nunavut                               | 0              | 419                | 300                       |
| 78  | Little Cornwallis Island | Nunavut                               | 0              | 412                | 130                       |
| 79  | Jésus                    | Quebec                                | 339 101        | 245                |                           |
| 80  | Wyspa Lulu               | Kolumbia Brytyjska                    | 168 162        | 120                |                           |

1 Największa na świecie wyspa leżąca na jeziorze
2 Największa na świecie wyspa powstała przez sztuczne podpiętrzenie wody

## Liczba i powierzchnia morskich wysp Kanady
| Archipelag/Prowincja                    | Liczba wysp | Powierzchnia (km²) |
| --------------------------------------- | ----------- | ------------------ |
| Wyspy Królowej Elżbiety                 | 2126        | 418 961            |
| Pozostałe wyspy Archipelagu Arktycznego | 34 435      | 988 709            |
| Kolumbia Brytyjska                      | 5234        | 57 698             |
| Nowa Fundlandia i Labrador              | 7183        | 114 963            |
| Quebec                                  | 2342        | 8627               |
| Wyspa Księcia Edwarda                   | 232         | 5656               |
| Nowa Szkocja                            | 873         | 10 982             |
| Nowy Brunszwik                          | 232         | 518                |
| Łącznie wyspy morskie                   | 52 657      | 1 606 114          |